# Crosby (Texas)
Crosby é uma Região censo-designada localizada no estado norte-americano do Texas, no Condado de Harris.

## Demografia
Segundo o censo norte-americano de 2000, a sua população era de 1714 habitantes.

## Geografia
De acordo com o United States Census Bureau tem uma área de 5,9 km², dos quais 5,9 km² cobertos por terra e 0,0 km² cobertos por água. Crosby localiza-se a aproximadamente 14 m acima do nível do mar.

## Localidades na vizinhança
O diagrama seguinte representa as localidades num raio de 16 km ao redor de Crosby.